# Alexa Nikolas
 (mars 2016).
Si vous disposez d'ouvrages ou d'articles de référence ou si vous connaissez des sites web de qualité traitant du thème abordé ici, merci de compléter l'article en donnant les références utiles à sa vérifiabilité et en les liant à la section « Notes et références ».
Alexa Nikolas est une actrice américaine, née le 4 avril 1992 à Chicago (Illinois).

## Biographie
Alexa Helen Nikolas naît d'une mère grecque et d'un père néo-zélandais. 
Elle tient le rôle de Nicole Bristow dans la série Zoé de la chaîne Nickelodeon. Elle est co-vedette de la série aux côtés de Jamie Lynn Spears et de Kristin Herrera (saison 1), ainsi que de Victoria Justice (saison 2). Elle quitte la série au cours de la deuxième saison après un affrontement avec Jamie Lynn Spears. 

## Filmographie

### Cinéma
- 1999 : P.U.N.K.S. : Jenna Bygayly
- 2001 : Zoolander de Ben Stiller : Story Hour Girl
- 2002 : Ted Bundy de Matthew Bright : I'm Ted Kid
- 2003 : Tiny Tiptoes (Tiptoes) de Matthew Bright : Susan Barry
- 2004 : Motocross Kids de Richard Gabai : Katie
- 2011 : Into the Darkness : Elsa
- 2012 : Detention of the Dead : Willow

### Télévision
- 1999 : La croisière s'amuse, nouvelle vague (The Love Boat: The Next Wave) (série télévisée) : une fillette
- 2000 - 2002 : That's Life (série télévisée) : Lydia
- 2001 : Charmed (série télévisée) : Une petite fille
- 2001 : Un gars du Queens (The King of Queens) (série télévisée) : Carrie jeune
- 2002 : La Guerre des Stevens (Even Stevens) (série télévisée) : Ren jeune
- 2002 : Pour le meilleur et pour le pire (Hidden Hills) (série télévisée) : Emily Barber
- 2004 : FBI : Portés disparus (Without a Trace) (série télévisée) : Emily Levine
- 2005 : Amy (Judging Amy) (série télévisée) : Shelly Cecil
- 2005 : Révélations (mini-série) : Lucinda 'Lucy' Massey
- 2005 : Urgences (ER) (série télévisée) : Megan Nesbitt
- 2005 - 2006 : Zoé (Zoey 101) (série télévisée) : Nicole Bristow
- 2007 : Cold Case : Affaires classées (Cold Case) (série télévisée) : Madison Reed
- 2007 : La Vie de palace de Zack et Cody (The Suite Life of Zack and Cody) (série télévisée) : Tiffany
- 2008 : Les Experts : Miami (CSI: Miami) (série télévisée) : Mallary Harding
- 2008 : Ghost Whisperer (série télévisée) : Caitlin Mahoney, fantôme
- 2009 : Supernatural (série télévisée) : Kate Carter
- 2009 : Heroes (série télévisée) : Angela Shaw
- 2009 : Children of the Corn (téléfilm) : Ruth
- 2009 : Drop Dead Diva (série télévisée) : Hannah Porter
- 2009 : Raising the Bar : Justice à Manhattan (série télévisée) : Caitlin
- 2010 : Esprits criminels (Criminal Minds) (série télévisée) : Jane McBride (Saison 5, épisode 18)
- 2011 : Lie to Me (série télévisée) : Amanda Dobar
- 2012 : The Walking Dead (série télévisée) : Haley (Saison 3, épisodes 6, 8 et 9)
- 2013 : Mad Men (série télévisée) : Wendy (Saison 6, épisode 8)

## Distinctions
En 2005, elle est sélectionnée aux Young Artist Awards dans la catégorie Best Performance in a Feature Film - Young Ensemble Cast (Meilleure jeune performance d'ensemble dans un long métrage) pour le long métrage Motocross Kids.
En 2006, elle est récompensée du Young Artist Award dans la catégorie Best Young Ensemble Performance in a TV Series (Meilleure jeune performance d'ensemble dans une série TV) pour la série télévisée Zoé, avec l'ensemble du casting de la série. Elle reçoit à nouveau ce prix en 2007.